# Riluzol
Riluzol (marknadsnamn Rilutek®) är ett läkemedel för att förlänga överlevnaden hos ALS-patienter som fortfarande kan andas själva. Exakt hur riluzol fungerar är inte klart, troligen hämmar det glutmatprocesser i nervsystemet. Glutamat är den vanligaste neuroexcitatoriska ämnet i nervsystemet och man tror att den kan vara inblandad i döden av neuron som sker vid ALS.